# Râul Lutoasa, Lemnia
Râul Lutoasa este un curs de apă, afluent al râului Lemnia. 